# Lust Pur

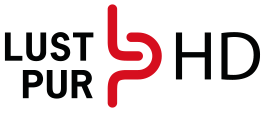
Logo von Lust Pur HD

Lust Pur (eigene Schreibweise: LUST PUR) ist ein am 1. Juni 2009 gestarteter Erotiksender, der über Kabel, IPTV und Satellit verbreitet wird. Das Programm besteht aus Kino- und Fernsehspielfilmen und TV-Formaten wie Serien, Soaps, Dokumentationen und Reportagen. Programmveranstalter ist die „tmc Content Group GmbH“, Berlin, eine 100-Prozent-Tochter der Schweizer „tmc Content Group AG“. Die Sendelizenz wurde von der Medienanstalt Berlin-Brandenburg (mabb) erteilt.
Lust Pur sendet täglich von 20:00 Uhr bis 6:00 Uhr und wird über folgende Plattformen angeboten: Im digitalen Kabel über Vodafone Kabel Deutschland, KabelKiosk, Unitymedia, Kabel BW, T-Home (IPTV) und das Fernsehpaket (Satellit).
Um täglich bereits ab 20:00 Uhr Erotikprogramme senden zu können, nutzt Lust Pur eine senderseitige Vorsperre. Vor 23:00 Uhr ist das Programm erst nach Eingabe einer Jugendschutz-PIN freigeschaltet.